# Horatosphaga gracilis
Horatosphaga gracilis är en insektsart som först beskrevs av Sjöstedt 1912.  Horatosphaga gracilis ingår i släktet Horatosphaga och familjen vårtbitare. Inga underarter finns listade i Catalogue of Life.